# Юрвиль (Об)
Юрви́ль (фр. Urville) — коммуна во Франции, находится в регионе Шампань — Арденны. Департамент — Об. Входит в состав кантона Бар-сюр-Об. Округ коммуны — Бар-сюр-Об.
Код INSEE коммуны — 10390.
Коммуна расположена приблизительно в 190 км к востоку от Парижа, в 90 км южнее Шалон-ан-Шампани, в 50 км к востоку от Труа.

## Население
Население коммуны на 2008 год составляло 156 человек.
| 1962 | 1968 | 1975 | 1982 | 1990 | 1999 | 2008 |
| ---- | ---- | ---- | ---- | ---- | ---- | ---- |
| 166  | 172  | 166  | 188  | 177  | 148  | 156  |

## Администрация
| Период | Период | Фамилия          | Партия | Примечания |
| ------ | ------ | ---------------- | ------ | ---------- |
| 2001   | 2008   | Патрисия Равеньо |        |            |
| 2008   |        | Дидье Жобер      |        |            |

## Экономика
В 2007 году из 91 человека в трудоспособном возрасте (15—64 лет) 70 были экономически активными, 21 — неактивными (показатель активности — 76,9 %, в 1999 году было 70,8 %). Из 70 активных работали 69 человек (39 мужчин и 30 женщин), безработной была 1 женщина. Среди 21 неактивных 5 человек были учениками или студентами, 11 — пенсионерами, 5 были неактивными по другим причинам.